# Drenaenae
Drenaenae (auch: Sand Islet, Dogenai Island) ist eine Insel des Kwajalein-Atolls in der Ralik-Kette im ozeanischen Staat der Marshallinseln (RMI).

## Geographie
Das Motu liegt im Innern der Lagune, etwa 1,5 km südlich von Mellu im nördlichen Riffsaums des Atolls am Einlass des Mellu Pass (Ivan Passage).

## Klima
Das Klima ist tropisch heiß, wird jedoch von ständig wehenden Winden gemäßigt. Ebenso wie die anderen Orte der Kwajalein-Gruppe wird Drenaenae gelegentlich von Zyklonen heimgesucht.